# Sukamanah (Geger Bitung)
Sukamanah is een bestuurslaag in het regentschap Sukabumi van de provincie West-Java, Indonesië. Sukamanah telt 3156 inwoners (volkstelling 2010).